# Paul Offit
Paul A. Offit (né le 27 mars 1951) est un pédiatre américain spécialisé dans les maladies infectieuses, et un expert des vaccins, de l'immunologie et de la virologie. Il est le co-inventeur d'un vaccin contre le rotavirus, qui est crédité d'avoir sauvé des centaines de milliers de vies. Il est professeur de Pédiatrie à la Perelman School of Medicine de l'Université de Pennsylvanie, chef de la Division des Maladies Infectieuses, et Directeur du Vaccine Education Center à L' Hôpital pour Enfants de Philadelphie. Il a été membre du Centers for Disease Control (CDC), précisément du Comité Consultatif sur les Pratiques d'Immunisation. Il est un membre Fondateur du Conseil de l' Autisme Science Foundation (ASF).
Il a publié plus de 130 articles dans des revues médicales et scientifiques dans le domaine des réponses immunitaires spécifiques des rotavirus et de la sécurité des vaccins et est l'auteur ou co-auteur de livres sur les vaccins, la vaccination et les antibiotiques. Il est l'une des personnes les plus impliquées dans la thèse que les vaccins n'ont pas d'association avec l'autisme, et a, en conséquence, attiré la controverse. Il reçoit un volume important de messages de haine et occasionnellement, des menaces de mort,, mais aussi des soutiens,.

## Biographie
Il a grandi à Baltimore, il est fils d'un shirtmaker. Il se rend à des réunions de vente avec son père et réagit négativement aux histoires contées par les vendeurs, préférant se consacrer à la science. À cinq ans, il est envoyé dans une paroisse qui accueille des victimes de la poliomyélite pour l'opération d'un pied bot. Cette expérience le confronte à des enfants vulnérables et sans défense, et le motive à travailler 25 ans sur le développement d'un vaccin contre le rotavirus,.
Il a décidé de devenir médecin, le premier de sa famille Il obtient son baccalauréat à l'Université de Tufts et son M. D. à l' Université de Maryland, Baltimore. L'un de ses mentors à l'Hôpital pour Enfants de Philadelphie a été Maurice Hilleman, qui a développé plusieurs des principaux vaccins en usage aujourd'hui.
En 2008, Il devient l'un des principaux défenseurs de la vaccination infantile. Il s'oppose aux critiques contre les vaccins, et notamment à la croyance selon laquelle les vaccins causent l'autisme, une croyance non soutenue par les données scientifiques. Il reçoit des menaces de mort et obtient une protection par un garde armé lors des réunions du CDC. Son ouvrage publié en 2008, Les Faux Prophètes de l'autisme, sert de catalyseur à une réaction contre le mouvement antivaccinal aux États-Unis. Il fait don des droits d'auteur du livre au Centre pour la Recherche sur l'Autisme à l'Hôpital pour Enfants de Philadelphie. Il siège au conseil d'administration de l' American Council on Science and Health. En 2015, le Dr Offit est apparu dans une vidéo de sensibilisation à la vaccination créée par Robert Till. Il s'y exprime sur l'importance de la vaccination à l'adolescence

## Le vaccin contre le Rotavirus

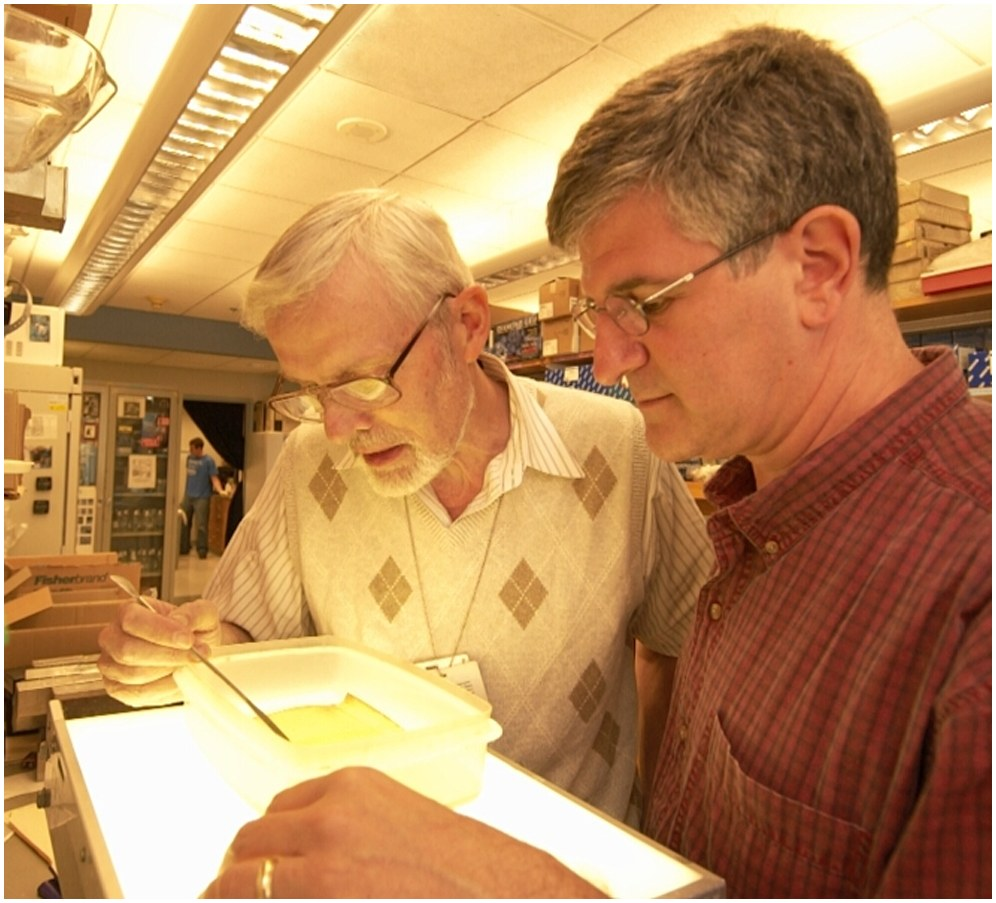
Paul Offit (à droite) avec H. Fred Clark. Clark et Offit sont deux des trois inventeurs du rotavirus vaccin RotaTeq qui a permis de sauver des centaines de vies chaque jour.

Il a travaillé pendant 25 ans sur le développement d'un vaccin sûr et efficace contre le rotavirus, qui est l'une des causes de la diarrhée, et qui tue près de 600 000 enfants par an dans le monde, environ moitié autant que le paludisme tue. La plupart de ces décès se produisent en dehors de l'Occident. Son intérêt pour la maladie découle de la mort d'un nourrisson de 9 mois à cause d'un rotavirus causé par la déshydratation, alors qu'il était placé sous ses soins pédiatriques en résidence en 1979,
Avec ses collègues Fred Clark et Stanley Plotkin, Il a inventé le vaccin RotaTeq, un vaccin pentavalent contre le rotavirus fabriqué par Merck & Co. RotaTeq est l'un des deux vaccins actuellement utilisés contre le rotavirus.
En février 2006, le vaccin RotaTeq est approuvé pour l'inclusion dans les recommandations américaines du calendrier de vaccination, à la suite de son approbation par la Food and Drug Administration,. Les études de précommercialisation permettent de constater que le vaccin RotaTeq est efficace et sûr, avec une incidence d'événements indésirables comparable à un placebo. Le RotaTeq a été crédité (par Peter Hotez) de sauver des centaines de vies chaque jour. Offit a été élu membre du Committee for Skeptical Inquiry en 2015.

## Le vaccin contre la variole
En 2002, au cours d'une période de craintes sur le bioterrorisme, Il était le seul membre du comité consultatif du CDC à voter contre un programme pour donner le vaccin contre la variole à des dizaines de milliers d'Américains. Plus tard, il a argumenté sur 60 Minutes II et La NewsHour avec Jim Lehrer que le risque de préjudice pour les personnes ayant obtenu le vaccin l'emporte sur le risque de contracter la variole dans les États-Unis à l'époque.

## Action contre les compléments alimentaires et la médecine alternative
En décembre 2013, Sarah Erush et Offit déclarent à l'Hôpital pour Enfants de Philadelphie un moratoire sur l'utilisation des compléments alimentaires sans certaines garanties de qualité de la part des fabricants.
La médecine Alternative est définie comme du charlatanisme par Offit quand il s'agit du remplacement des thérapies conventionnelles. Ses livres et articles mettent en garde contre les frais et risques pour la santé. En 2013, Il a écrit le livre Do you believe in Magic? - The Sense and Nonsense of Alternative Medicine.. Il déclare que l'objectif du livre est de prendre un regard critique sur le domaine de la médecine alternative à séparer la réalité du mythe. L'une des  préoccupations d'Offit est que les promoteurs de la médecine alternative ont souvent recours à des tactiques basées sur la peur. En 2010, dans un podcast avec Point of Inquiry, il déclare qu'il est très difficile de rassurer les gens quand vous leur avez fait peur."
Son examen de protection pour la vente de compléments alimentaires en Amérique a entraîné des appels à la réforme. Le "1994 de la Santé et de la loi sur l'Éducation devrait être renversée" afin d'assurer une surveillance adéquate et des mesures contre supplément fournisseurs.

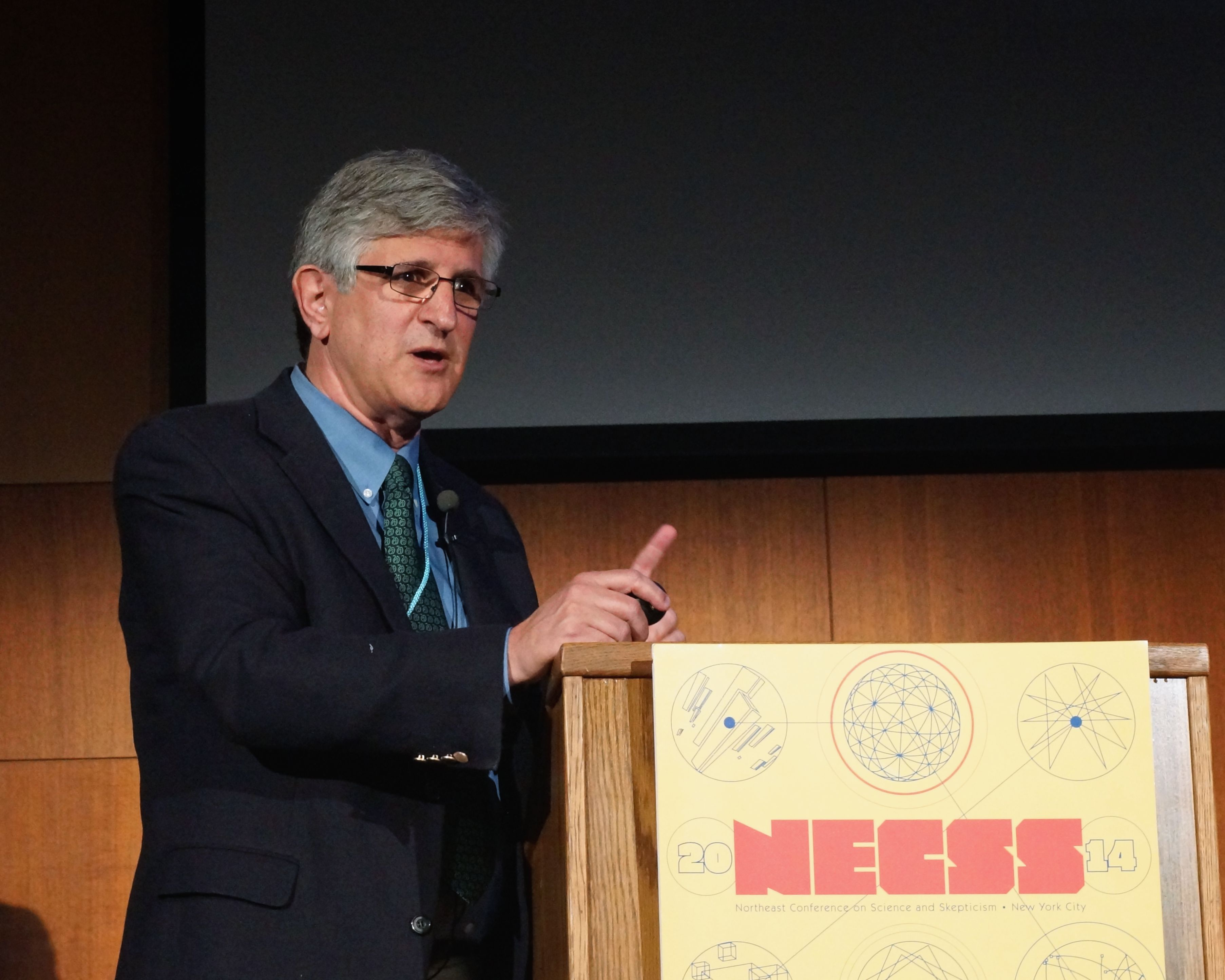
Au NECSS 2014

## Réception
Il est récipiendaire de nombreux prix, y compris l'Edmund J. Bradley Prix d'Excellence en Pédiatrie de l' Université du Maryland Medical School, le Prix du Jeune Chercheur dans le Développement de Vaccins de la Société de Maladies Infectieuses de l'Amérique, la 2013 Maxwell Finlande Prix pour des Réalisations Scientifiques et une Carrière dans la Recherche d'une Bourse de perfectionnement de l'institut National de la Santé.
En 2011, Il a été honoré par l'Organisation des industries de Biotechnologie avec l'2011 Biotech Prix Humanitaire. Il a fait don de l'attribution du prix de 10 000 $ pour le Vaccin Centre d'Éducation à L'Hôpital pour Enfants de Philadelphie. en 2011, Il a été élu à l' Institut de Médecine lors de son assemblée annuelle.
Michael Specter a écrit qu'Il "est devenu une figure de la haine pour les nombreux vaccins denialists et les théoriciens de la conspiration." Specter a signalé qu'Il avait souvent été menacé par les anti-vaccin de défenseurs de la cause, ce qui nécessite des précautions telles que le dépistage Offit des packages pour les bombes électroniques et de fournir des gardes quand Il s'occupe fédéral de la santé réunions du comité consultatif. En 2008, le vaccin de l'activisme rassemblement à Washington, DC, de l'environnement de l'avocat Robert F. Kennedy, Jr critiqué Offit de firmes pharmaceutiques, en l'appelant un "enfant d'affiche pour le terme "biostitute'." Curt Linderman Sr, le rédacteur en chef de l'Autisme Fichier blog, écrit en ligne qu'il serait "sympa" si Il "est mort".
Un tel dénigrement a provoqué états Offit de la défense. Peter Hotez, un professeur de vaccins et chercheur à l'Université George Washington, a été cité dans un Newsweek article:
Peter Hotez ... dit gouvernement responsables de la santé devraient prendre de plus en plus audacieux stand en rassurant le public. Hotez se sent aussi fortement qu'Il n'sur la science (en disant vaccins causent l'autisme, dit-il, "c'est comme dire que le monde est plat"), mais, comme d'autres occupé les scientifiques, il est moins disposé à entrer dans la mêlée. "Voilà quelqu'un qui a créé une invention qui permet d'économiser des centaines de vies chaque jour", dit Hotez, dont la fille, 15 ans, est autiste", et il a vilipendé comme quelqu'un qui déteste les enfants. C'est tellement injuste."

## Publications
Il a écrit ou co-écrit plusieurs livres sur les vaccins, la vaccination, et les antibiotiques, ainsi que des dizaines d'articles scientifiques sur le sujet. Isabelle Rapin, professeur de neurologie à l'Albert Einstein College of Medicine, a écrit dans Neurology Today à propos de son ouvrage Les Faux Prophètes de l'autisme :
Ce livre examine les raisons pour lesquelles les parents, cherchant en vain un remède et une explication de leur problème de l'enfant, sont donc vulnérables à de faux espoirs et à des prédateurs qui ont depuis des temps immémoriaux toujours pris le parti de l'espoir, dans notre société... [Il] est scandalisés par létude de 1998 du Dr Andrew Wakefield dans la revue The Lancet, qui a accusé le vaccin rougeole-oreillons-rubéole (ROR) de causer l'autisme. Le Dr Offit a prédit que ce papier entraînerait une résurgence de la rougeole et des complications graves, voire des décès – une prophétie qui se réalise rapidement.
Dans "La Coupe de l'Incident", Il décrit les retombées relatives à un début de vaccin antipoliomyélitique tragédie qui a eu pour effet de dissuader la production de vaccins homologués et décourager le développement de nouveaux. Vaccin exemptions accordées à des fins fondée sur la foi, les raisons sont opposés par Offit, qui milite pour l'abrogation des exceptions religieuses au motif qu'ils s'agit de négligence médicale.